# Route magistrale 41 (Serbie)
Pour les articles homonymes, voir M41 et Route 41.
La Route Magistrale 41 (en serbe : Државни пут ІВ реда број 41, Državni put IB reda broj 41 ; Магистрала број 41, Magistrala broj 41) est une route nationale de Serbie qui débute près de l'échangeur  Bujanovac-Sud de l'autoroute A1 passant par la ville serbe de Bujanovac  jusqu’au Kosovo-et-Métochie.
À ce jour, elle ne comporte aucune section autoroutière (Voie Rapide en 2 x 2 voies).